# The Medicine
Albums de Planet Asia
The Sickness: Part 1 - The Mixtape
(2006) Jewelry Box Sessions: The Album
(2007)
The Medicine est le troisième album studio de Planet Asia, sorti le 19 septembre 2006.

## Liste des titres
| No  | Titre                                                                              | Contient un (des) sample(s) de                                          | Durée |
| --- | ---------------------------------------------------------------------------------- | ----------------------------------------------------------------------- | ----- |
| 1.  | Da Prescription (Produit par Evidence,)                                            | Is That the Way de The Message                                          | 2:36  |
| 2.  | Thick Ropes (Produit par Evidence et Nucleus)                                      | Space Guerilla de Missus Beastly                                        | 3:51  |
| 3.  | Get Active (featuring Krondon et Phil Da Agony – Produit par Evidence)             |                                                                         | 4:44  |
| 4.  | All the Names (featuring Krondon et Phil Da Agony – Produit par Evidence)          | Go D.J. de Lil Wayne Heavy Traffic de Brian Bennett                     | 4:37  |
| 5.  | Over Your Head (featuring Black Thought – Produit par The Alchemist)               |                                                                         | 3:56  |
| 6.  | In Love with You (featuring Jonell – Produit par Evidence)                         | I Cram to Understand U de MC Lyte Staring in Space de L.J. Johnson      | 5:06  |
| 7.  | That's On Me (Produit par Evidence)                                                |                                                                         | 4:47  |
| 8.  | On Your Way 93706 (Produit par Evidence)                                           | Who's Zoomin' Who d'Aretha Franklin                                     | 3:53  |
| 9.  | Get Down or Lay Down (featuring Kubiq et Supa Supreme – Produit par Evidence)      |                                                                         | 3:30  |
| 10. | The Medicine (Produit par Evidence)                                                | Come Closer de Salma Agha Long Red de Mountain Keep It Thoro de Prodigy | 3:09  |
| 11. | Stick & Move (featuring Killa Ben et Prodigy – Produit par Evidence)               | Inside Out d'American Gypsy                                             | 3:55  |
| 12. | Ghetto's Thirsty (featuring Auch Dixon – Produit par Evidence)                     |                                                                         | 5:17  |
| 13. | The Hustle Part 2 (featuring Shake Da Mayor – Produit par Evidence)                |                                                                         | 2:40  |
| 14. | No Questions Asked (featuring Killa Ben et Turbin – Produit par Evidence et Bravo) | Survival of the Fittest de Mobb Deep                                    | 4:14  |
| 15. | Old Timer Thoughts (featuring Defari – Produit par Evidence)                       |                                                                         | 3:52  |
| 16. | Dilated Agents (featuring Dilated Peoples et Rasco – Produit par Evidence)         | Basketball Throwdown des Cold Crush Brothers and The Fantastic Five     | 3:33  |